# المعهد الوطني للفنون والحرف اليدوية
المعهد الوطني للفنون والحرف اليدوية أو المعهد الوطني للفنون والمهن (بالفرنسية: Conservatoire national des arts et métiers)، ويُختصر باسم CNAM، هو مؤسسة تعليمية وبحثية فرنسية رائدة أُسست عام 1794، ويُعد من أقدم وأعرق المدارس العليا في فرنسا. يُقدم المعهد تعليماً هندسياً وأكاديمياً للمهنيين والطلاب عبر الحضور المباشر والتعلُّم عن بُعد، كما يُعد أكبر جامعة أوروبية للتعليم المستمر والتعليم عن بُعد من حيث عدد الطلاب والميزانية.

## التاريخ
أُسس المعهد في 10 أكتوبر 1794 على يد هنري غريغوار أثناء الثورة الفرنسية، كمستودع للأدوات والنماذج والكتب والرسومات الخاصة بالصناعات والفنون، ثم تحوّل لاحقًا إلى مؤسسة تعليمية. يقع مقره الرئيسي في دير سان-مارتان-دي-شان السابق ذي الطراز القوطي، في حي لو ماريه التاريخي بالدائرة الثالثة في باريس.
في عام 1819، أنشئت ثلاث كراسي أكاديمية عليا في الهندسة الميكانيكية والكيمياء التطبيقية والاقتصاد الصناعي، شغلها علماء مثل شارل دوبان ونيكولا كليمان وجان-باتيست ساي.

## المهام والقيم
يستلهم المعهد قيمه من عصر الأنوار الفرنسي والإنسانيين والموسوعيين الفرنسيين في القرن الثامن عشر. تشمل مهامه الرئيسية:
- التدريب المستمر مدى الحياة،
- البحث والابتكار التكنولوجي،
- نشر الثقافة العلمية والتقنية.

شعاره: "يعلم الجميع في كل مكان" (باللاتينية: Omnes docet ubique).

## الحرم الجامعي
يضم المعهد مقرات في كل المناطق الفرنسية، بما في ذلك:
- باريس (36٪ من الطلاب)،
- فرنسا العاصمة (160 مركزًا)،
- أقاليم ما وراء البحار: غيانا الفرنسية، بولينيزيا الفرنسية، غوادلوب، مارتينيك، مايوت، كاليدونيا الجديدة، ريونيون.
- دول الفرنكوفونية في أفريقيا، والصين، وهايتي، وألمانيا، وسويسرا.

## الهيكلة الأكاديمية

### الفرق التربوية الوطنية (EPN)
تضم 16 فرقة متخصصة في مجالات منها الهندسة، المعلوماتية، الرياضيات، الاقتصاد، القانون، الصحة، وغيرها.

### المدارس والمعاهد
- مدرسة المهندسين EiCNAM: تمنح شهادة المدارس العليا.
- إنجمن (ENJMIN): مدرسة متخصصة في ألعاب الفيديو.
- إنتيك (INTEC): معهد المحاسبة والاقتصاد.
- إناص (ENASS): المدرسة الوطنية للتأمين.

## الكلية الدكتورالية والبحث العلمي
يضم المعهد كليتين للدكتوراه:
- كلية العلوم والهندسة (SMI)،
- كلية الآداب والعلوم الإنسانية (أبي غريغوار).

كما يتعاون مع كليات دكتوراه في جامعة باريس ساكليه ومؤسسات أخرى. يضم أكثر من 40 مركزًا ومختبرًا بحثيًا في مجالات متنوعة تشمل:
- المعلوماتية (Cedric)،
- علم الاجتماع (LISE)،
- الميكانيكا والهندسة (PIMM، DynFluid)،
- علوم الغذاء (SayFood، EREN)،
- الفيزياء والليزر (LNE-CNAM).

## البرامج الدراسية
في عام 2022، قدم المعهد 4366 برنامجًا منها:
- 626 شهادة بكالوريوس وماجستير ودكتوراه معتمدة وفق عملية بولونيا و النظام الأوروبي لنقل الساعات المعتمدة.
- 126 شهادة هندسة.
- أكثر من 2000 وحدة دراسية، 84٪ منها تُدرَّس عن بُعد.
- 657 دورة تدريبية مهنية.

## التقاليد
- الجمعية السرية "فانديرمون".
- الطلاب يُطلق عليهم رسميًا "المستمعون" (auditeurs).
- أوشحة تخرج ملونة حسب التخصص الهندسي في مدرسة EiCNAM.

## المؤسسة
في 1973، أسس الحائز على نوبل لويس دي برولي، إلى جانب لويس نيل ورينيه توم، مؤسسة لويس دي برولي داخل CNAM، لإحياء الذكرى الخمسين لاكتشاف موجات المادة.

## الانتماءات والعضويات
المعهد عضو في جامعة هاوت إيكول سوربون للفنون والمهن (HeSAM)، إلى جانب مؤسسات مثل:
- Arts et Métiers ParisTech
- CESI
- مدرسة بول، مدرسة دوبريه، مدرسة إيستيان وغيرها.

## وصلات خارجية
- الموقع الرسمي
- الموقع الرسمي لـ CNAM لبنان [وصلة مكسورة]